# Кравчук, Степан Степанович
Степа́н Степа́нович Кравчу́к (14 марта 1899, с. Зрайки, Таращанский уезд, Киевская губерния, Российская империя, ныне Володарский район Киевской области — 21 ноября 1991, Москва, Россия) — советский учёный-правовед.

## Биография
В 1924 году окончил Московский институт народного хозяйства, затем Институт красной профессуры.
С 1930 года работал на факультете советского строительства и права Московского государственного университета имени Ломоносова. Был директором Московского института государственного права и государственного права при Всесоюзном государственном избирательном комитете, директором Юридического института прокуратуры СССР.
С 1954 по 1976 годы заведовал кафедрой государственного права на юридическом факультете МГУ и до конца жизни оставался профессором данной кафедры.
Степан Степанович Кравчук — выдающийся учёный-государственник советской эпохи. Им был исследован ряд фундаментальных проблем советского государственного права: предмет и источники советского государственного права, принципы советской конституции, система советского государственного права, государственно-правовые отношения и др.
Под редакцией и при непосредственном участии С. С. Кравчука подготовлено и издано пять учебников с советского государственного права (1958, 1967, 1975, 1980, 1985).
Его привлекали к разработке важнейших государственных законодательных актов. Он консультировал авторов конституций некоторых зарубежных социалистических стран.
Награждён орденами Ленина (23.01.1980), Трудового Красного Знамени, Красной Звезды и медалями.